# Simon Miklós (politikus)
Simon Miklós (Érpatak, 1962. január 20. – ) magyar fizikus, középiskolai tanár, politikus; 1998. június 18. és 2002. május 14. a Független Kisgazda-, Földmunkás- és Polgári Párt országgyűlési képviselője; 2002. május 15. óta a Fidesz – Magyar Polgári Szövetség országgyűlési képviselője.

## Családja
Nős, egy gyermeknek az édesapja.

## Életpályája

### Tanulmányai
A Pannonhalmi Bencés Gimnázium maturált. 1985-ben a Kossuth Lajos Tudományegyetem Természettudományi Karán fizikus diplomát szerzett. 1996-ban a Kossuth Lajos Tudományegyetem Természettudományi Karán középiskolai tanárként végzett. 1995-ben egyetemi doktor végzettséget szerzett.
2021-ben Balkány díszpolgárává választották.
C típusú angol középfokú nyelvvizsgája van.

### Politikai pályafutása
1998 és 2001 között Nyírbogát helyi önkormányzatának tagja. 2001 és 2014 között Nyírbogát polgármestere. 2006 és 2007 között a Szabolcs-Szatmár-Bereg Megyei Önkormányzat megyei közgyűlésének tagja.
1998. június 18. és 2002. május 14. a Független Kisgazda-, Földmunkás- és Polgári Párt országgyűlési képviselője. 2002. május 15. óta a Fidesz – Magyar Polgári Szövetség országgyűlési képviselője, jelenleg Szabolcs-Szatmár-Bereg vármegyei 6. sz. országgyűlési egyéni választókerületben.